# Bruno Zanin
Bruno Zanin (Vigonovo, 9 aprile 1951 – Domodossola, 7 luglio 2024) è stato un attore, giornalista e scrittore italiano.

## Biografia
Nato a Vigonovo, sesto di sette figli, studiò presso i salesiani, che convinsero i suoi genitori a mandarlo a studiare per diventare prete in prima un collegio di Novi Ligure e poi a Canelli, dove rimase fino alla terza media. Durante quel periodo, all'età di 13 anni, un missionario abusò di lui: ciò gli procurò un profondo trauma convincendolo a non tornare più in collegio a continuare gli studi per diventare sacerdote. Lasciato il collegio, sperimentò anche il carcere minorile e subito dopo l'ospedale psichiatrico di Brusegana, un quartiere di Padova, dopo un tentativo di suicidio.
Nel 1967 divenne amico di Edward Melcarth, pittore e scultore statunitense ebreo di origine russa che lo prese a vivere in casa sua e per il quale in seguito posò come modello per diverse opere. «Morto povero in un ospedale pubblico di Venezia, il primo adulto che mi ha rispettato, che non mi ha mai messo le mani addosso, che mi ha sfamato, consigliato, portato in giro per l'Italia senza pretendere nulla in cambio». Attraverso Melcarth conobbe la mecenate americana Peggy Guggenheim che lo assunse come dog-sitter e dandogli una stanzetta nel suo famoso Palazzo Venier dei Leoni che anni dopo sarebbe diventato uno dei più celebri musei d'Italia per l'arte europea ed americana del XX secolo.
Capitato a Cinecittà nel 1973, Zanin fu notato casualmente da Federico Fellini che lo scritturò per interpretare il Titta di Amarcord, film che vinse l'Oscar nel 1975 quale migliore opera straniera. Dopo quell'esperienza, pur non avendo mai recitato in vita sua, Zanin lasciò Lipari e si trasferì a Roma per tentare la carriera cinematografica. Nel 1987 fu scelto da Marco Sciaccaluga, per la stagione 1986/87 del Teatro Stabile di Genova, per recitare il giovane innamorato protagonista in La putta onorata e La buona moglie, due commedie di Carlo Goldoni.
L'anno successivo fu convocato al Piccolo Teatro di Milano da Giorgio Strehler per interpretare Zorzeto ne Il Campiello, sempre una commedia di Goldoni. Lo spettacolo fu un grande successo e girò per tutta l'Europa invitato ai festival più importanti, nei teatri più prestigiosi tra i quali l'Odeon di Parigi dove Zanin venne notato da Jean-Louis Barrault che lo convinse a recitare in francese al Théâtre de la Ville di Parigi in due commedie di Eugène Ionesco: Jacques ou la soumission e L'avenir est dans les œufs per la regia del suo allievo, il regista rumeno Lucian Pintilie.
Tra cinema e teatro prese parte ad altri film e recitò in commedie teatrali e diversi sceneggiati televisivi con registi italiani e stranieri come: Giuseppe Ferrara, Marco Tullio Giordana e Giuliano Montaldo. Con la commedia di Carlo Goldoni, I pettegolezzi delle donne, regia di Sandro Sequi, fu al Festival dei Due Mondi di Charleston nel 1982. Iniziò a fare il giornalista radiofonico per Radio Due girando per l'Italia a intervistare personaggi celebri e sconosciuti con la medesima matrice e caratteristica: l'attaccamento alla terra, alle tradizioni, ai lavori manuali e all'auto-sufficienza.
Nel 1992 Zanin lasciò il mondo del cinema e del teatro per seguire altre strade. Per tre anni fu in Bosnia ed Erzegovina, collaborò con Radio Vaticana come corrispondente di guerra e contemporaneamente come responsabile della ONG Emmaus International dell'Abbé Pierre portando aiuti umanitari nella città di Gradačac. Girò reportage, scrisse articoli per il Corriere della Sera, Famiglia Cristiana, Der Spiegel. Ritornato in Italia al termine del conflitto fu colpito da una grave depressione post-traumatica da stress (DPTS); iniziò quindi a scrivere.
Nel 2007 Zanin pubblicò il suo primo romanzo in parte autobiografico Nessuno dovrà saperlo per Tullio Pironti Editore, opera che nel 2007 ottenne la menzione speciale al premio letterario città di Latisana per il Nord-Est. Visse fino alla sua morte in una baita tra i boschi a Vanzone con San Carlo, alternando qualche sporadico ritorno nel suo comune di origine, Vigonovo, nella frazione di Pava.

## Filmografia

### Cinema
- Amarcord, regia di Federico Fellini (1973)
- Un uomo, una città, regia di Romolo Guerrieri (1974)
- La prova d'amore, regia di Tiziano Longo (1974)
- La prima volta, sull'erba, regia di Gianluigi Calderone (1975)
- La polizia ha le mani legate, regia di Luciano Ercoli (1975)
- La padrona è servita, regia di Mario Lanfranchi (1976)
- L'Agnese va a morire, regia di Giuliano Montaldo (1976)
- La borgata dei sogni, regia di Daniele Pettinari (1978)
- Il buon soldato, regia di Franco Brusati (1982)
- Occhei, occhei, regia di Claudia Florio (1983)
- Inganni, regia di Luigi Faccini (1986)
- Il caso Moro, regia di Giuseppe Ferrara (1986)
- La donna del delitto, regia di Corrado Colombo (2000)
- Cronaca di una passione, regia di Fabrizio Cattani (2016)
- In Search of Fellini, regia di Taron Lexton (2017)
- Dea, regia di Alberto Gerosa (2021)

### Televisione
- Diagnosi – miniserie TV, 1 episodio (1975)
- La braca dei Biassoli – film TV (1975)
- Bettina – serie TV (1976)
- Il mercante di Venezia – film TV (1979)
- La mano sugli occhi – miniserie TV, 3 episodi (1979)
- Delitto di stato – miniserie TV, 3 episodi (1982)
- Marco Polo – miniserie TV, 3 episodi (1982)
- Un gusto molto particolare – film TV (1982)
- Opération O.P.E.N. – serie TV, 1 episodio (1984)
- Notti e nebbie – film TV (1984)
- Atto d'amore – film TV (1986)
- L'isola del tesoro – miniserie TV, 5 episodi (1987)

## Teatro
- Il campiello di Carlo Goldoni, regia di Giorgio Strehler (1975)
- Jacques ou la Soumission / L'Avenir est dans les oeufs, regia di Lucian Pintilie (1977)
- Pene d'amor perdute di William Shakespeare, regia di Marco Parodi (1978)
- I pettegolezzi delle donne, regia di Sandro Sequi (1982)
- La putta onorata e La buona moglie, di Carlo Goldoni, regia di Marco Sciaccaluga (1987)
- Il ventaglio, regia di Alfredo Arias (1989)